# Église Notre-Dame de Cigogné
Pour les articles homonymes, voir Église Notre-Dame et Notre-Dame.
L’église Notre-Dame de Cigogné est un édifice situé au centre du bourg de Cigogné, une commune du département d’Indre-et-Loire. Elle a pris la place d’une ancienne chapelle du Xe siècle dont il ne reste que peu de vestiges. Sa nef, de la fin du XIIe siècle a été remaniée à la fin du XVIIIe siècle et son clocher-porche date du début du XIIIe siècle. Elle est en 2014 église paroissiale.

## Localisation
L'église Notre-Dame est située dans le centre-bourg de Cigogné, au nord-est du carrefour de la D58 et de la D83. Son porche fait face à la mairie et le donjon de Cigogné côtoie le nord de sa nef.

## Historique
En 931, Théotolon devient archevêque de Tours. Vers 940, il entreprend de relever dans cette ville l'abbaye de Saint-Julien et pour lui assurer des revenus réguliers, il la dote de dépendances à Tours et dans le diocèse. C'est probablement dans ce cadre que, vers 942, il fonde une chapelle, dédiée à Sainte-Marie, sur le site de la Villa Ciconiacum ; en 943, un diplôme de Louis d'Outremer confirme à Théotolon ses droits sur Saint-Julien et ses dépendances, dont la chapelle Sainte-Marie et le bourg qui l'entoure. Une partie du mur nord de la nef de l'église actuelle est un vestige de cette chapelle.
Au XIIe siècle, la nef est agrandie et couverte d'une charpente ; le chœur est construit à la fin du même siècle. Le clocher-porche, édifié au début du XIIIe siècle, prolonge la nef par l'ouest. L'édifice ne connaît que peu de modifications, semblant échapper aux pillages des Guerres de religion et aux soubresauts de la Révolution française ; dans les années 1790 d'ailleurs, la nef est l'objet de réfections et sa charpente est enduite de plâtre. La foudre, tombée sur le clocher le 15 avril 1778, en avait déterminé l'incendie et avait fait fondre les cloches.
Depuis le 18 juin 1962, l'église Notre-Dame figure sur la liste des monuments historiques en tant qu'édifice inscrit.
En 2014, l'église Notre-Dame de Cigogné est l'une des quatorze églises desservant la paroisse Saint-Jacques du Val-de-Cher.

## Architecture
Le clocher a été construit « peu après » la nef, probablement au début du XIIIe siècle. Plaqué contre la façade de la nef, ce clocher-porche est doté d'une porte en arc brisé par laquelle on pénètre dans l'église, après avoir franchi la porte romane de la nef. Une porte secondaie s'ouvre sur sa face sud. Il possède, au-dessus de sa porte, un arc de décharge en pierres plates destiné à répartir partiellement sur les parois latérales le des étages supérieurs ; le clocher est en outre doté, à ses quatre angles, de contreforts plaqués massifs. Sa partie terminale a été refaite après l'incendie de 1778.
La nef romane de la fin du XIIe siècle, simple et sans bas-côtés, présentait, à sa face ouest, une fenêtre surmontant la porte ; cette fenêtre a été murée par la construction du clocher. La porte romane en plein-cintre possède une double voussure gravée de quatre-feuilles et de feuillages reposant sur des colonnes engagées, par l'intermédiaire de chapiteaux décorés. La nef est contrebutée, sur chacune de ses faces latérales, par trois contreforts plaqués qui montent presque jusqu'à la naissance du toit. Côté sud, la nef est éclairée par deux fenêtres, une petite en plein-cintre et une plus grande, dotée d'un meneau central ; côté nord, le mur de la nef est en grande partie celui, en petit appareil, de l'église du Xe siècle, pourvu à l'origine de trois ouvertures aujourd'hui murées. La charpente de la nef est masquée par un lambris enduit de plâtre. La toiture est d'ardoises. Une petite sacristie a été rajoutée, côté sud, entre la fenêtre à meneau et le dernier contrefort de la nef.
Il n'y a pas de transept et la nef est raccordée au chœur par un arc en tiers-point.
Le chœur, de plan rectangulaire, se termine à l'est par un chevet plat éclairé par une baie triple dont la médiane est plus haute. Sensiblement contemporain de la nef, il est couvert d'une voûte en croisée d'ogives ; sa toiture et celle de la nef ne font qu'une.

L'église Notre-Dame de Cigogné.
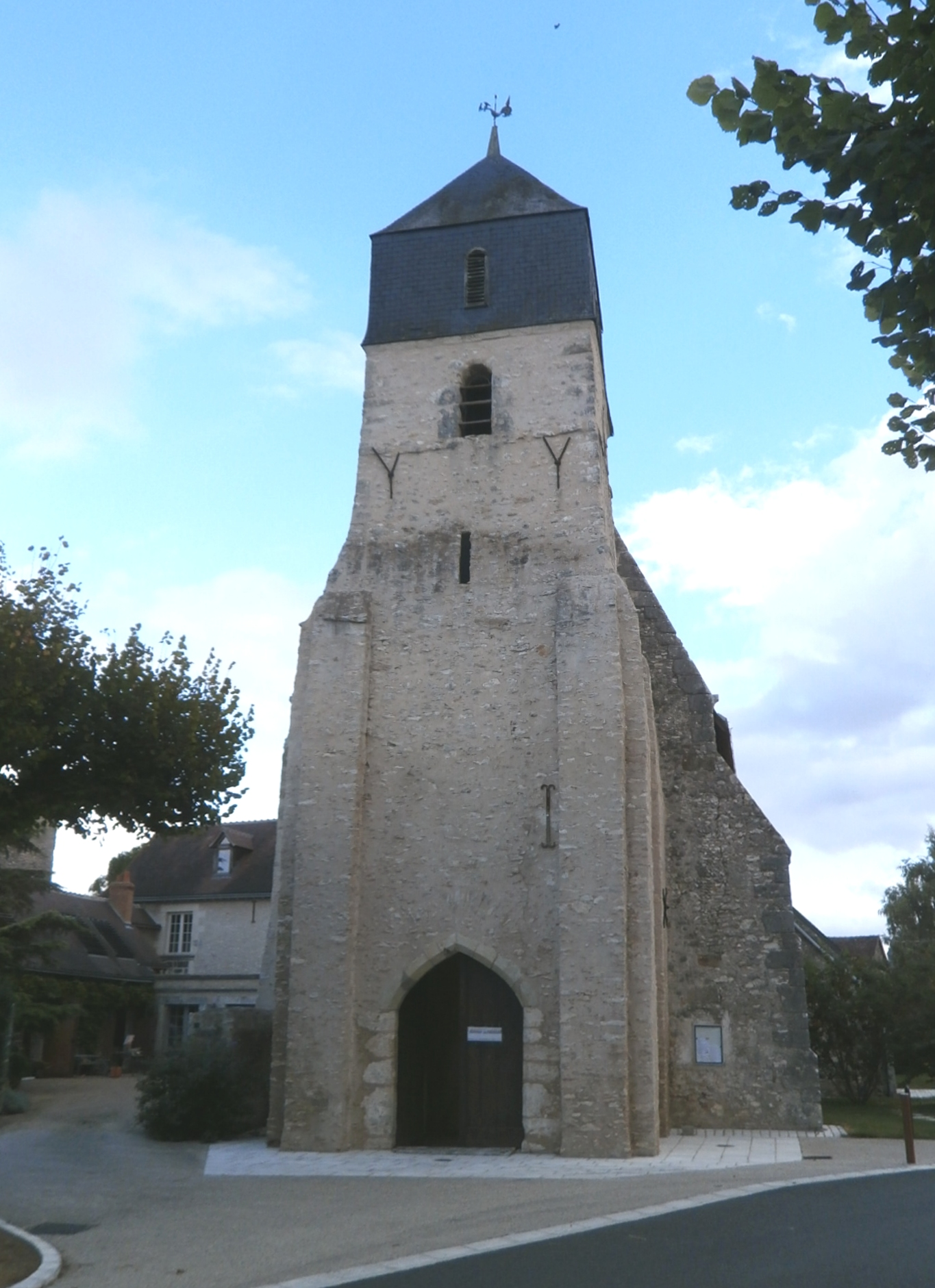
Le clocher-porche
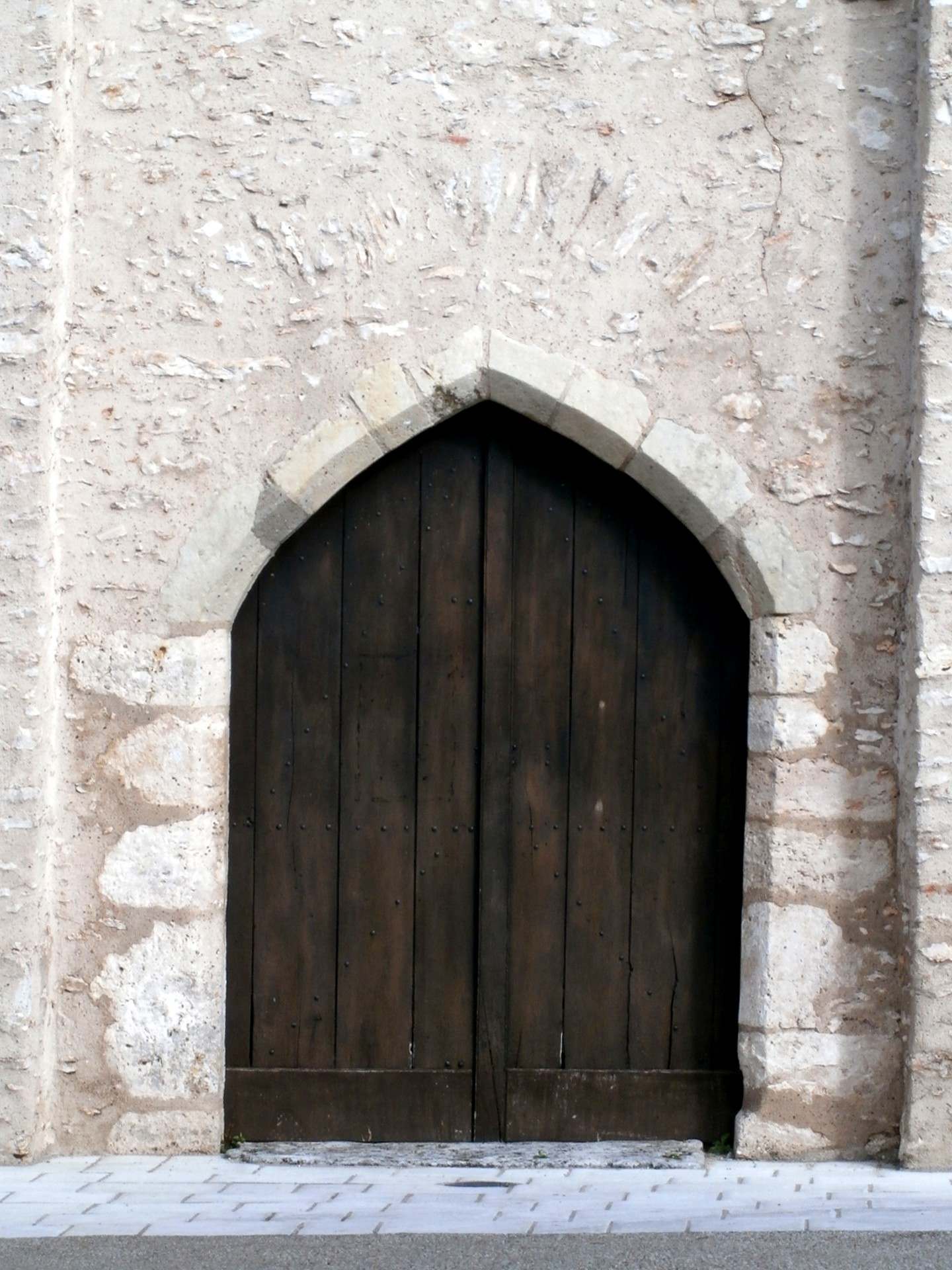
Le portail du clocher-porche et son arc de décharge
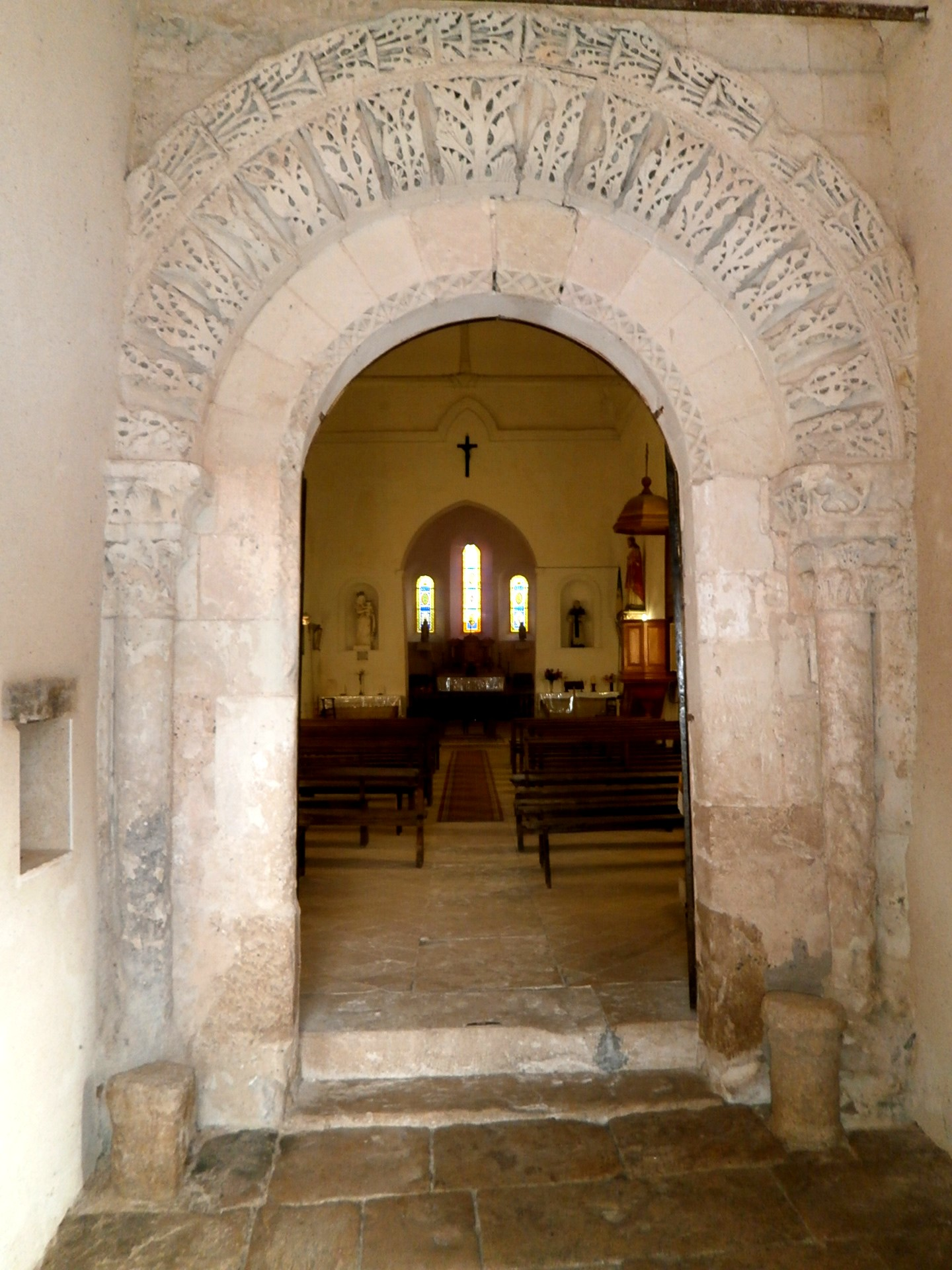
Le portail roman de la nef sous le clocher-porche

## Pour en savoir plus